# نوشهرو

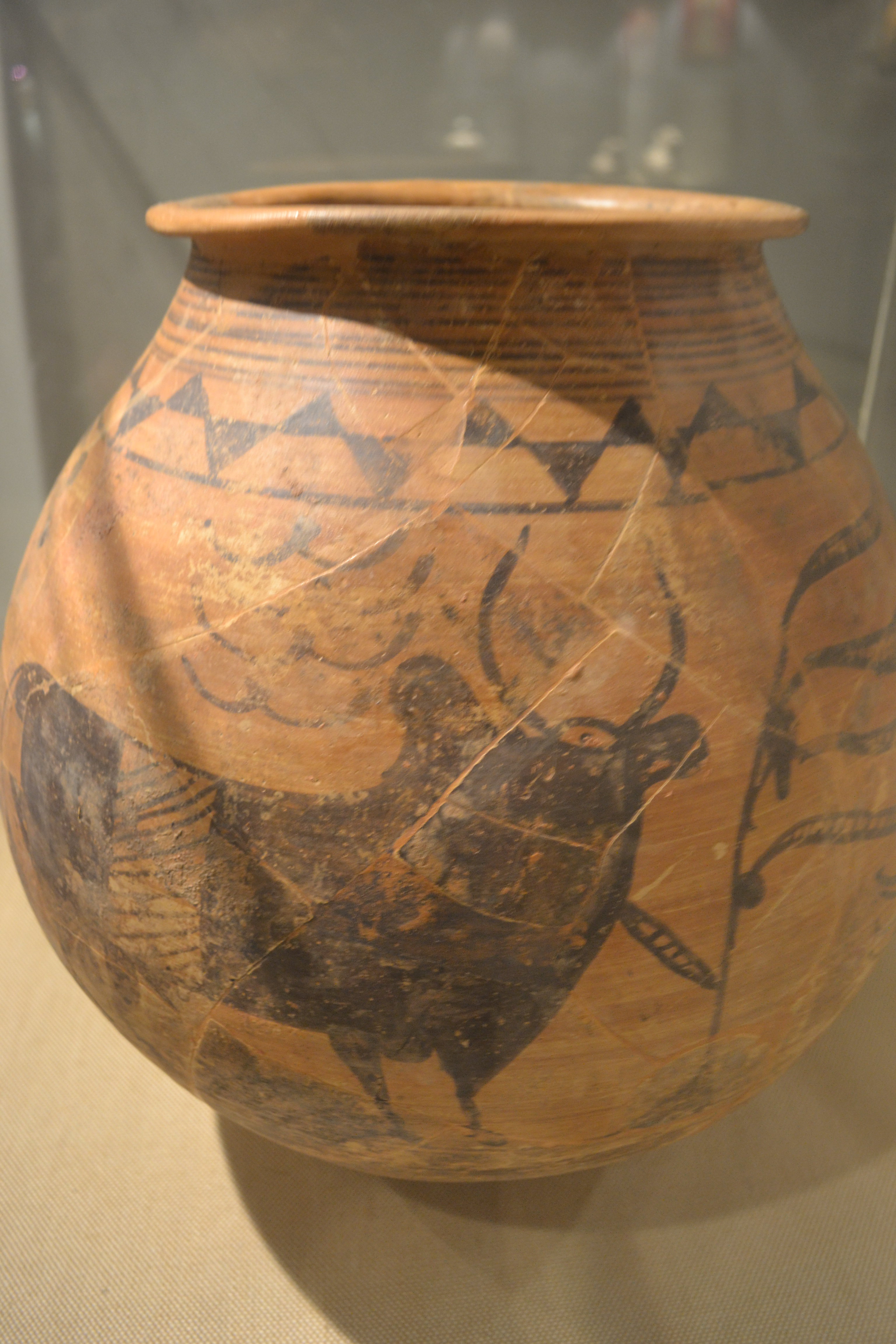
نمایی از یک کوزهٔ یافت‌شده در نوشهرو، با قدمتی در حدود ۲۷۰۰ - ۱۸۰۰ قبل از میلاد

نوشهرو نام یکی از مناطق باستانی مشهور بلوچستان پاکستان می‌باشد، که در فاصله ۶ کیلومتری جنوب شرقی "مهرگره" قرار دارد. این ناحیه نیز تقریباً خصوصیات تاریخی و باستانی مشابهی با مهرگره دارد و حدس زده شده که تا سال ۸۰۰ قبل از میلاد، این منطقه دارای جمعیت و زندگی هم‌نشینی بوده است و از آن تاریخ به بعد روبه انقراض و نابودی رفته است.
از این منطقه نیز ظروف سفالی و صنایع دستی بسیار زیبا کشف شده است که نشان دهندهٔ تمدن، آداب و رسوم ساکنان آن می‌باشد. این ناحیه را می‌توان مربوط به تمدن قدیم "سند" دانست. مردم این ناحیه علاوه بر اثر پذیری از "تمدن سند"، آثار و جلوه‌های تمدن ایرانی و آسیای مرکزی را نیز با خود به همراه دارند. از آنجمله به ساختمانهایی می‌توان اشاره نمود که با "خشت پخته" بنا شده‌اند و همزمان و همردیف آثار باستانی "هاراپای سند" و ایران به شمار می‌روند.
تمام آثار مناطق باستانی مهرگره، نوشهرو و پیرک در موزهٔ شهر "سبّی" نگهداری می‌شود.